# Миноретти, Карло Далмацио
Карло Далмацио Миноретти (англ. Carlo Dalmazio Minoretti; 17 сентября 1861, Кольяте, королевство Италия — 13 марта 1938, Генуя, королевство Италия) — итальянский кардинал. Епископ Кремы с 6 декабря 1915 по 16 января 1925. Архиепископ Генуи с 16 января 1925 по 13 марта 1938. Кардинал-священник с 16 декабря 1929, с титулом церкви Сан-Эузебио с 19 декабря 1929.